# Robert Smigel

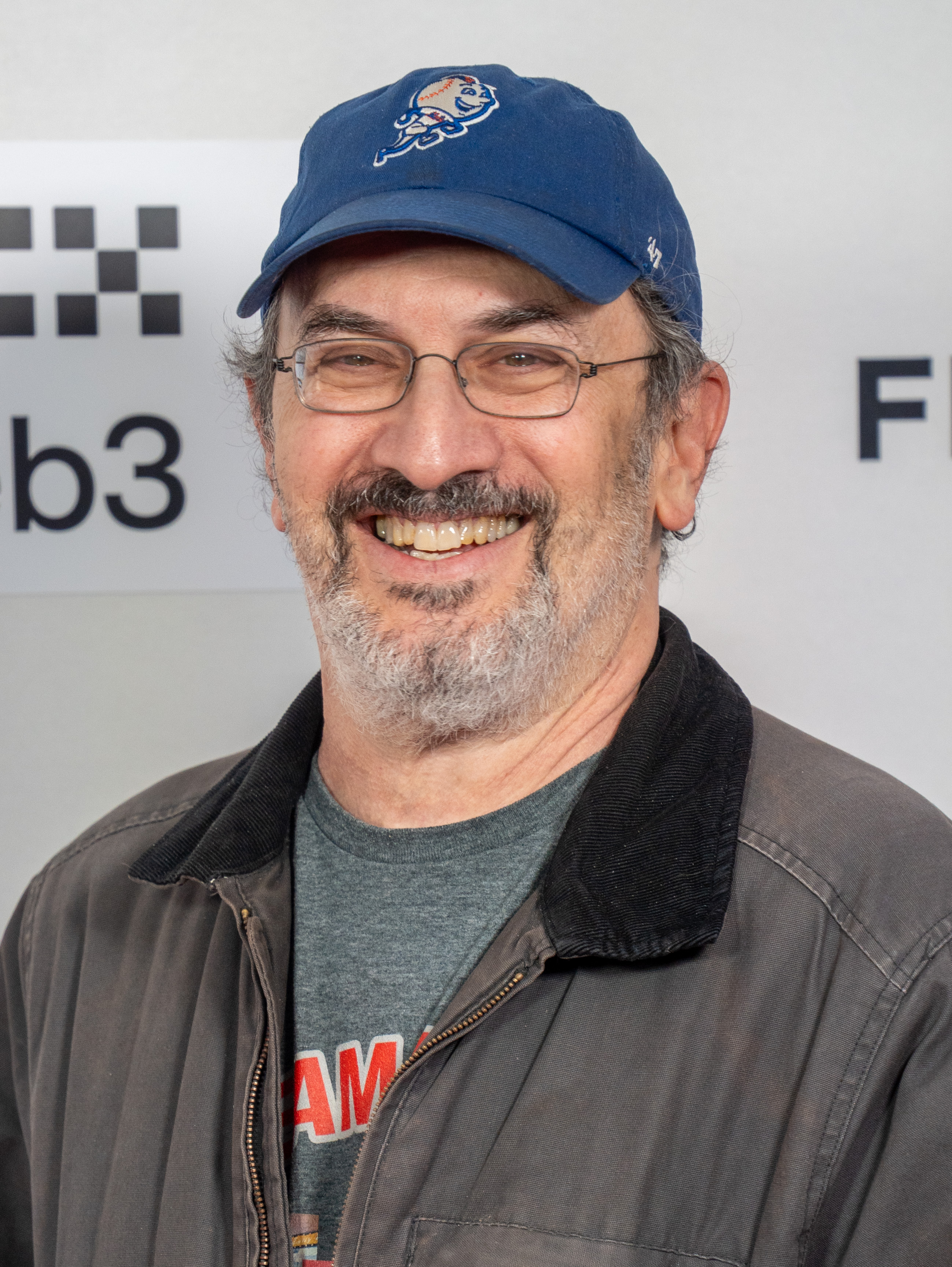
Robert Smigel (2025)

Robert Smigel (* 7. Februar 1960 in New York City) ist ein US-amerikanischer Drehbuchautor, Komiker und Filmschauspieler. 

## Leben
Robert Smigel wuchs in New York City auf und schloss 1983 sein Studium der Politikwissenschaft an der New York University ab. Zu dieser Zeit war er bei der Chicagoer Comedy-Truppe All You Can Eat und wurde bei einem Auftritt entdeckt und kam so 1985 zum Autoren-Team der NBC-Show Saturday Night Live, bei der er bei über 420 Folgen mitwirkte.
Ab 1993 wurde er Chef-Autor von Late Night with Conan O’Brien. Ab 1996 wurde er mit seinen satirischen Zeichentrick-Kurzfilmen TV Funhouse bei Saturday Night Life bekannt. 1997 schuf er für die Late Night den sarkastischen Reporter-Hund Triumph the Insult Comic Dog, den er selbst als Handpuppe synchronisierte. Auch hatte Smigel immer wieder kleine Schauspiel-Auftritte in Fernsehserien und Filmen.
2008 war er Co-Autor der Adam-Sandler-Komödie Leg dich nicht mit Zohan an. 2012 war er Co-Autor des Animationsfilmes Hotel Transsilvanien und 2015 des Nachfolgers Hotel Transsilvanien 2. Im November 2023 wird der Film Leo in das Programm von Netflix aufgenommen, bei dem Smigel Regie führte und auch einer der Figuren seine Stimme leiht.
2024 übernahm er eine Schauspielrolle in Nathan Silvers Filmkomödie Between the Temples.